# The Revolution (band)
The Revolution was de begeleidingsband van Prince vanaf 1979 tot 1986.

## Eerste versie (1979-1982)
De eerste versie van deze band werd nog niet officieel The Revolution genoemd.
- Prince: zang, gitaar en piano
- Dez Dickerson: gitaar
- André Cymone: bas
- Bobby Z.: drums en percussie
- Gayle Chapman: keyboards
- Doctor Fink: keyboards

## Tweede versie (1982-1984)
Het album 1999 werd opgenomen met een tweede versie (samenstelling) van The Revolution. Hoewel de plaat officieel als een plaat van de artiest Prince werd uitgebracht, staat hun naam in spiegelbeeld op de hoes.
- Prince: zang, gitaar en piano
- Dez Dickerson: gitaar
- Brown Mark: bas
- Bobby Z.: drums en percussie
- Lisa Coleman: keyboards en piano
- Doctor Fink: keyboards

## Purple Rain(1984-1985)
Purple Rain is de eerste plaat die uitgebracht werd als plaat van Prince & The Revolution.
- Prince: zang, gitaar en piano
- Wendy Melvoin: gitaar en zang
- Brown Mark: bas en zang
- Bobby Z.: drums
- Lisa Coleman: keyboards, piano en zang
- Doctor Fink: keyboards en zang

## Laatste versie (1985-1986)
Na de Purple Rain-tournee werd The Revolution uitgebreid.
- Prince: zang, gitaar en piano
- Wendy Melvoin: gitaar en zang
- Brown Mark: bas en zang
- Bobby Z.: drums
- Lisa Coleman: keyboards, piano en zang
- Doctor Fink: keyboards en zang
- Miko Weaver: gitaar
- Eric Leeds: saxofoon
- Matt "Atlanta Bliss" Blistan: trompet
- Susannah Melvoin: achtergrondzang

## Dream Factory(1986)
Tijdens de opnamen van het album Dream Factory ontbond Prince The Revolution. Het album werd niet afgemaakt. Sommige opnamen worden opnieuw bewerkt en zullen op Sign “☮” the Times komen.

## Discografie
- Purple Rain (1984)
- Around the World in a Day (1985)
- Parade (1986)
- Prince And The Revolution: Live (2020)

- Bibsys: 9029138
- Bibliothèque nationale de France: cb13905900t (data)
- International Standard Name Identifier: 0000 0001 0806 3629
- MusicBrainz: 4c8ead39-b9df-4c56-a27c-51bc049cfd48
- Nationale Bibliotheek van Tsjechië: xx0217976
- Virtual International Authority File: 136188572